# Barcelona World Race

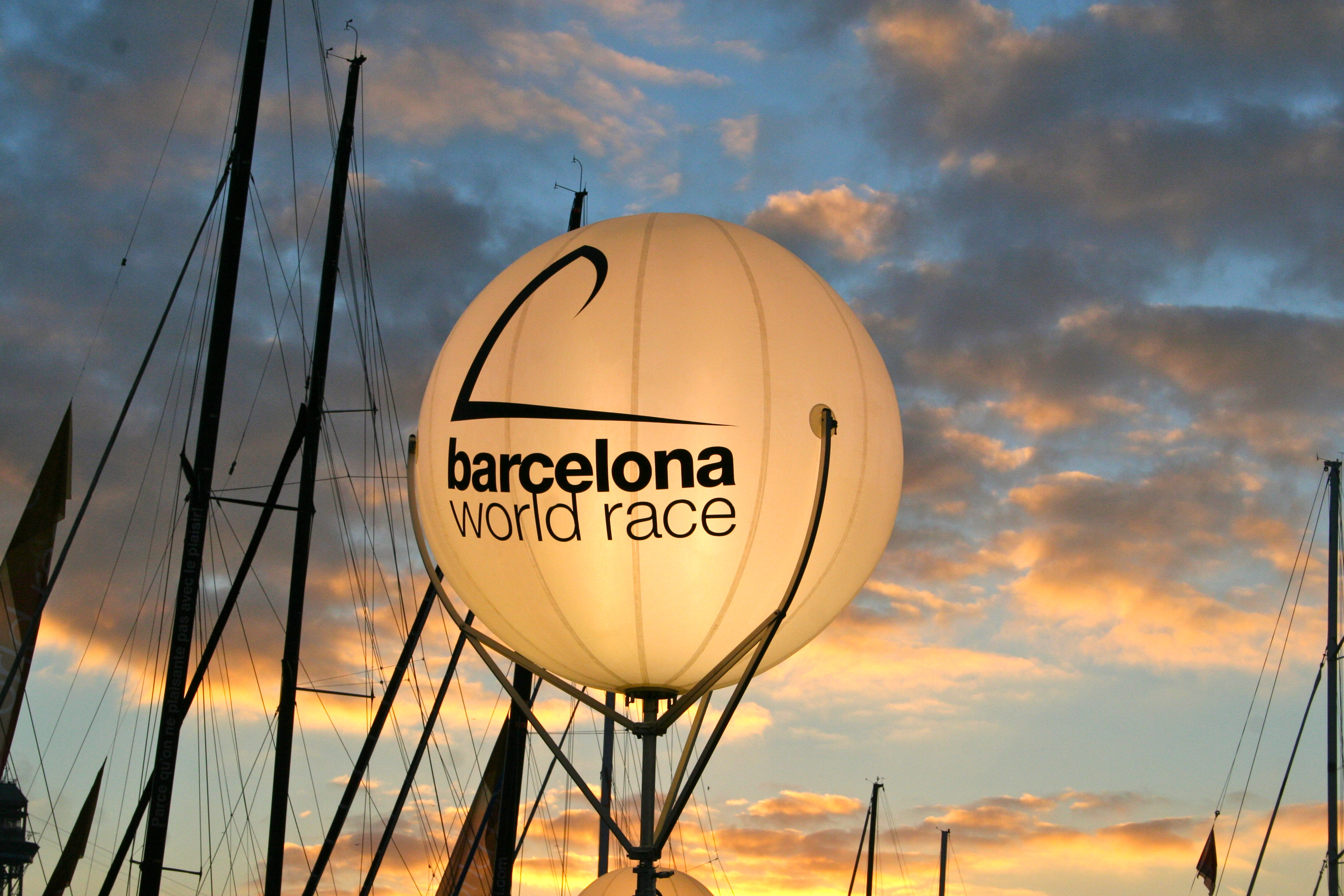
Logo van de Barcelona World Race

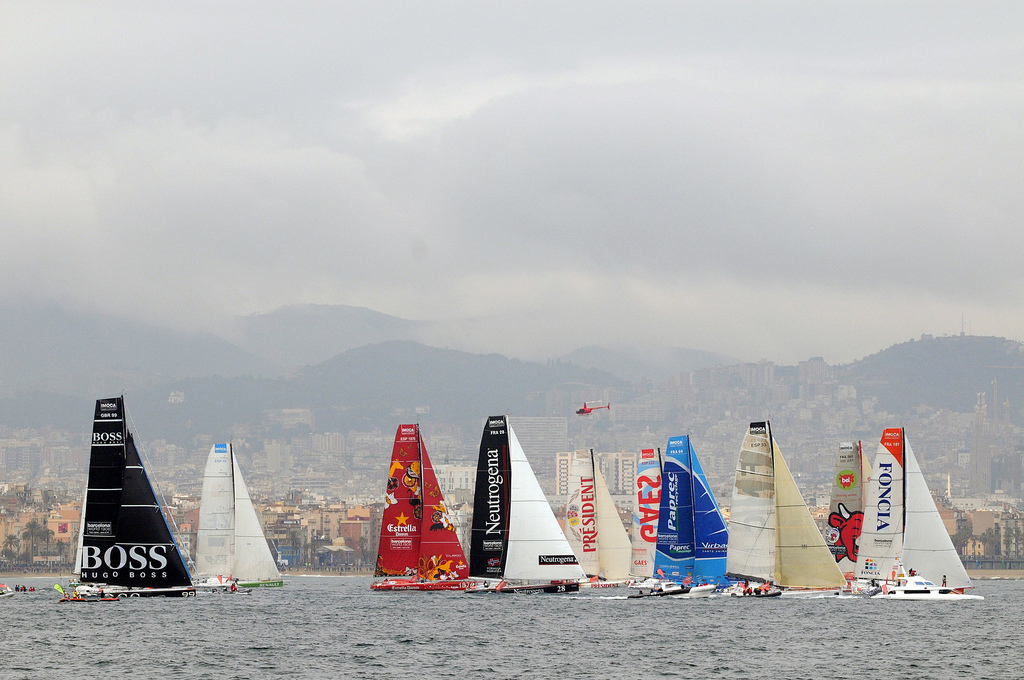
Start van de wedstrijd in 2010

De Barcelona World Race is een non-stop zeilwedstrijd om de wereld voor teams van twee, waarbij enige hulp van buitenaf is toegestaan. Vertrek- en eindpunt is in Barcelona. De route gaat langs Kaap de Goede Hoop, Kaap Leeuwin (Australië), doorheen de Straat Cook in Nieuw-Zeeland en via Kaap Hoorn terug naar Barcelona. De totale wedstrijdlengte is 46.300 kilometer.
De race staat open voor monohullboten in de klasse "IMOCA Open 60" met een maximale lengte van 60 voet. De Barcelona World Race is vergelijkbaar met de Vendée Globe, die met dezelfde boten wordt betwist maar dan voor solozeilers. De race wordt georganiseerd door de Stichting voor Oceaanzeilen Barcelona ("Fundació Navegació Oceànica Barcelona").

## Editie 2007-2008
De eerste editie van de Barcelona World Race vertrok op 11 november 2007. Er deden negen boten mee; vijf bereikten de finish. De overwinning was voor de "Paprec-Virbac 2" met een Frans-Ierse bemanning, die op 11 februari 2008 aankwam, na een tocht van 92 dagen, 8 uur, 49 minuten en 49 seconden.
| Plaats | Boot                    | Bemanning                         | Tijd                                        | Opmerking |
| ------ | ----------------------- | --------------------------------- | ------------------------------------------- | --- |
| 1      | Paprec-Virbac 2         | Jean-Pierre Dick Damian Foxall    | 92 dagen, 8 uur, 49 minuten en 49 seconden  | |
| 2      | Hugo Boss               | Alex Thomson Andrew Cape          | 94 dagen, 17 uur, 34 minuten en 57 seconden | |
| 3      | Temenos II              | Dominique Wavre Michèle Paret     | 98 dagen, 6 uur, 9 minuten en 10 seconden   | |
| 4      | Mutua Madrileña         | Javier Sansó Pachi Rivero         | 99 dagen, 12 uur, 18 minuten en 40 seconden | Deed als "Ecover" mee aan de Vendée Globe 2004 voor Mike Golding (3e)                                                                                               |
| 5      | Educación sin Fronteras | Albert Bargués Servane Escoffier  | 108 dagen, 18 uur, 55 minuten en 2 seconden | Gebouwd voor de Vendée Globe 2000 als "Kingfisher" voor Ellen MacArthur (2e) Deed ook mee aan de Vendée Globe 2004 als "Skandia" voor Nick Moloney (niet gefinisht) |
| N/A    | Veolia Environnement    | Roland Jourdain Jean-Luc Nélias   | -                                           | |
| N/A    | Estrella Damm           | Guillermo Altadill Jonathan McKee | -                                           | |
| N/A    | Delta Dore              | Jérémie Beyou Sidney Gavignet     | -                                           | |
| N/A    | PRB                     | Vincent Riou Sébastien Josse      | -                                           | |

(N/A = niet aangekomen).

## Editie 2010-2011
De tweede editie van de Barcelona World Race ging van start op 31 december 2010. Er verschenen veertien boten aan de start. Het jacht "Fruit" mocht niet starten omdat de certificering van de boot niet op orde had. Jean-Pierre Dick en Loïck Peyron in Virbac-Paprec 3 zijn de winnaars van deze tweede Barcelona World Race. Ze kwamen aan na bijna 94 dagen met bijna een dag voorsprong op de tweede boot, Mapfre met de Spaanse Olympische kampioenen Iker Martínez en Xavier Fernández. Jean-Pierre Dick had reeds de eerste editie van deze wedstrijd gewonnen.
| Plaats | Boot                       | Bemanning                         | Tijd                                          | Opmerking                                                                                     |
| ------ | -------------------------- | --------------------------------- | --------------------------------------------- | --------------------------------------------------------------------------------------------- |
| 1      | Virbac-Paprec 3            | Jean-Pierre Dick Loïck Peyron     | 93 dagen, 22 uren, 20 minuten en 36 seconden  |                                                                                               |
| 2      | Mapfre                     | Iker Martínez Xabier Fernández    | 94 dagen, 21 uren, 17 minuten en 35 seconden  |                                                                                               |
| 3      | Renault Z.E. Sailing Team  | Pachi Rivero Antonio Piris        | 97 dagen, 18 uren, 47 minuten en 36 seconden  |                                                                                               |
| 4      | Estrella Damm Sailing Team | Alex Pella Pepe Ribes             | 98 dagen, 20 uren, 45 minuten en 59 seconden  | Winnaar van eerste editie als Paprec-Virbac 2                                                 |
| 5      | Neutrogena                 | Boris Herrmann Ryan Breymaier     | 100 dagen, 3 uren, 13 minuten en 25 seconden  | Deelname in eerste editie als Veolia Environnement                                            |
| 6      | GAES Centros Auditivos     | Dee Caffari Anna Corbella         | 102 dagen, 19 uren, 17 minuten en 18 seconden | Eerste volledig vrouwelijke bemanning                                                         |
| 7      | Hugo Boss                  | Wouter Verbraak Andy Meiklejohn   | 111 dagen, 10 uren, 49 minuten en 23 seconden | Verbraak verving Alex Thomson, die een blindedarmoperatie moest ondergaan kort vóór de start. |
| 8      | Fòrum Marítim Català       | Gerard Marín Ludovic Aglaor       | 112 dagen, 7 uren, 17 minuten en 24 seconden  |                                                                                               |
| 9      | We Are Water               | Jaume Mumbrú Cali Sanmartí        | 132 dagen, 4 uren, 58 minuten en 32 seconden  |                                                                                               |
| N/A    | Président                  | Jean Le Cam Bruno García          | Opgave na mastbreuk                           |                                                                                               |
| N/A    | Foncia                     | Michel Desjoyeaux François Gabart | Opgave na mastbreuk                           |                                                                                               |
| N/A    | Groupe Bel                 | Kito de Pavant Sébastien Audigane | Opgave door schade aan de kiel                |                                                                                               |
| N/A    | Mirabaud                   | Dominique Wavre Michèle Paret     | Opgave na mastbreuk                           | Derde in eerste editie als Temenos II                                                         |
| N/A    | Central Lechera Asturiana  | Juan Merediz Fran Palacio         | Opgave na mastbreuk                           | Vierde in eerste editie als Mutua Madrileña                                                   |

(N/A = niet aangekomen).

## Editie 2014-2015
De start van de derde editie van de race staat gepland op 31 december 2014 in de haven van Barcelona. De aankomst van de snelste jachten wordt dan verwacht in maart 2015.